# Pas d'Erketx-Tam
El pas d'Erketx-Tam, també anomenat d'Erketxtam, (en kirguís: Эркеч-Там, xinès tradicional: 伊爾剋甚坦, xinès simplificat: 伊尔克什坦, pinyin: Yīěrkèshéntǎn), és un pas fronterer entre el Kirguizstan i la regió autònoma xinesa uigur de Xinjiang. Pren el seu nom de la vila homònima a la banda kirguís. Tot i que tradicionalment també s'havia conegut com a Simuhana (xinès tradicional: 斯姆哈納, xinès simplificat: 斯姆哈纳, pinyin: Sīmǔhānà), nom del primer assentament a la banda uigur, actualment Erketx-Tam és el nom més comú en ambdós països per aquest pas.
És el pas més occidental de la Xina i una de les dues úniques vies que comuniquen aquest país amb el Kirguizstan juntament amb el pas de Torugart, a uns 165 km al nord-est.

## Ubicació
El pas fronterer és a uns 230 km a l'oest de la ciutat uigur de Kaixgar, a uns 250 km per carretera al sud-est de la ciutat kirguís d'Oix (130 km en línia recta) i a uns 550 km a l'est de Duixanbe, al Tadjikistan. El pas creua un congost profund on la part sud de la serralada Tian Shan es troba amb les muntanyes del Pamir. Se situa a 2.950 metres per sobre el nivell del mar. El poble kirguís d'Erketx-Tam es troba a uns 2 km de la frontera i el poble uigur de Simuhana a uns 3,5 km de la frontera; tots dos pobles són a la riba del riu Kizilesu.

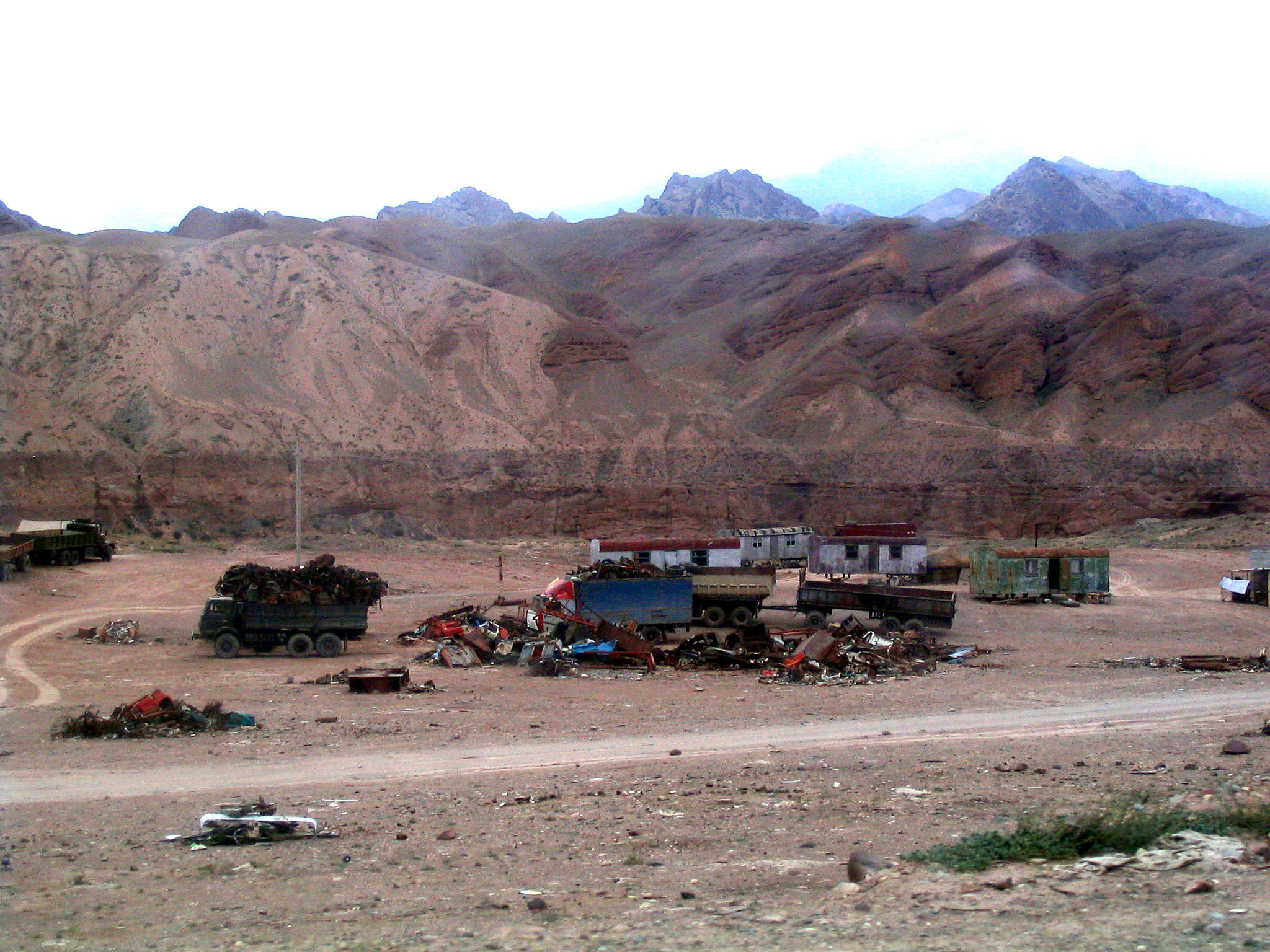
Parts de vehicles trencats al costat kirguís de la frontera.

El pas fronterer d'Erketx-Tam controla les rutes comercials principals entre la Conca del Tarim a l'est, i les valls d'Alai i de Ferganà a l'oest i al nord. A la banda kirguís de la frontera, la carretera A372 (codi europeu E007) s'endinsa cap a l'oest per la vall d'Alai. A Saritaix l'A372 connecta amb l'autopista M41, que rumb al nord arriba dins a Oix i la vall de Ferganà a través del pas de Taldik, a 3.615 metres sobre el nivell del mar. A la banda uigur de la frontera, la carretera G3013 uneix el pas amb Kaixgara través del comtat de Wuqia.
L'autopista asiàtica AH65, que va Termez (Uzbekistan) fins a Kaixgar (Xina), creua el pas d'Erketx-Tam. La ruta europea E60 va des de Brest (França) fins al pas d'Erketx-Tam.
Cada dilluns i dimarts un autobús creua el pas fronterer.

## Història
La localització del pas d'Erketx-Tam entre regions geogràfiques i culturals importants han fet del camí un punt de control cobdiciat durant mil·lennis. Se sap que durant la Dinastia Han i l'era dels Tres Regnes (segle iii) el lloc era conegut com a Juandu (xinès tradicional i simplificat: 捐毒, pinyin: juāndú, Wade-Giles: chüan-tu, literalment 'control d'impostos'). Segons el Llibre de Han, Juandu constava de "380 cases, 1.100 individus i 500 persones capaces de fer servir armes". Els habitants eren originalment d'ètnia saca, vestien roba Wu-sun i buscaven "aigua i pastures" al Pamir.
Alguns historiadors consideren que Erketx-Tam era l'Hormeterium (assentament mercant) descrit per Claudi Ptolemeu al seu tractat Geografia; mentre que altres investigadors han suggerit que és una de les diverses ubicacions que anomena Torre de Pedra i que era sota el control dels saces.
Després que l'Imperi Rus s'annexionés els territoris de l'Àsia central, es va desenvolupar el camí de cavalls que comunicava Oix i Erketx-Tam en 1893.
En 1934 Khoja Niyaz, mandatari de la Primera República del Turquestan va ser expulsat de Kaixgar a través d'Erketx-Tam per Ma Zhongying, senyor de la guerra d'ètnia hui. A Erketx-Tam va signar un acord per dissoldre la República del Turquestan i va prometre fidelitat al govern pro-soviètic de Sheng Shicai a Xinjiang. Ma Zhongying també va abandonar Xinjiang cap a la Unió Soviètica via Erketx-Tam.

## El pas fronterer a l'era contemporània
Durant els temps de la Unió Soviètica, el pas va ser batejat en honor d'Andrei Bescennov, un soldat de la guàrdia fronterera que va morir en un enfrontament amb els rebels Basmatxi l'any 1931. Durant dècades el pas va romandre tancat degut a les males relacions diplomàtiques entre la Unió Soviètica i la República Popular de la Xina. El 21 de juliol de 1997 el pas es va obrir de manera provisional. i el 26 de gener de 1998 es va obrir de manera oficial. Va haver-hi un destacament militar rus fins a l'any 1999.
L'any 2002 el pas fronterer va registrar 8.071 viatgers, 7.066 vehicles i 76.000 tones de mercaderies. L'any 2008, la xifra havia augmentat fins a 58.900 viatgers i 520.000 tones de mercaderies. El desembre de 2011 l'oficina duanera del costat xinès de la frontera va ser reubicada a un edifici més gran situat uns 100 km a l'est, a fora de la ciutat d'Ulugqat, que és aproximadament 1.000 m més avall respecte al nivell del mar. Durant els primers onze mesos de 2013 hi van passar pel pas 39.045 viatgers, 32.554 vehicles i 464.000 tones de mercaderies, fet que situa el pas fronterer com el quart de Xinjiang pel que fa al volum de mercaderies.